# کسی کشتی‌دم
کسی کشتی‌دم یک ستاره است که در صورت فلکی کشتی‌دم قرار دارد.